# سالوادور مارکس
سالوادور مارکس (اسپانیایی: Salvador Márquez‎؛ زادهٔ ۲۴ دسامبر ۱۹۵۰) بازیکن فوتبال اهل مکزیک بود.
از باشگاه‌هایی که در آن بازی کرده‌است می‌توان به باشگاه فوتبال گوادالاخارا اشاره کرد.
وی همچنین در تیم ملی فوتبال مکزیک بازی کرده‌است.